# Grandrif
 Grandrif  es una población y comuna francesa, situada en la región de Auvernia, departamento de Puy-de-Dôme, en el distrito de Ambert y cantón de Saint-Anthème.

## Demografía
| 379 | 323 | 287 | 236 | 183 | 174 |
| Para los censos de 1962 a 1999 la población legal corresponde a la población sin duplicidades (Fuente: INSEE [Consultar]) |     |     |     |     |     |